# Arne Andersen
Arne Andersen (Halden, 21 aprile 1900 – Halden, 26 ottobre 1986) è stato un calciatore norvegese, di ruolo attaccante.

## Carriera

### Club
Andersen vestì la maglia del Kvik Fredrikshald: fece parte della squadra che vinse la Coppa di Norvegia 1918.

### Nazionale
Conta 6 presenze e 4 reti per la Norvegia. Partecipò ai Giochi della VII Olimpiade.

## Palmarès

### Club

#### Competizioni nazionali
- Coppa di Norvegia: 1

Kvik Fredrikshald: 1918